# Good Feeling (트래비스의 음반)
| 전문가 평가          | 전문가 평가 |
| 평가 점수            | 평가 점수   |
| 출처                 | 점수        |
| -------------------- | ----------- |
| AllMusic             | [ 1 ]       |
| Entertainment Weekly | B+          |
| The Guardian         | [ 3 ]       |
| The Independent      | (Positive)  |
| The New York Times   | (Mixed)     |
| The Observer         | (Positive)  |
| Pitchfork Media      | 6.2/10      |

《Good Feeling》은 스코틀랜드의 얼터너티브 록 밴드 트래비스의 데뷔 스튜디오 음반이다. 이 음반은 1997년 9월 8일, 인데펜디엔테에서 발매되었다. 이 음반에서 발매된 4개의 싱글 모두 영국 톱 40에 올랐다.

## 배경 및 발매
런던에 설립된 후, 이 밴드는 9개월에서 1년 동안 신곡을 녹음하는 데 보냈다. 이 밴드는 캠던에 있는 더블린 캐슬 펍에서 첫 번째 런던 쇼를 했다. 약 20곡의 좋은 노래가 준비된 상태에서, 그들은 와일드라이프 엔터테인먼트의 매니저인 콜린 레스터와 이언 맥앤드루에게 다가갔고, 그는 그 밴드를 고! 디스크스의 소유주이자 인데펜디엔테의 설립자인 앤디 맥도널드에게 소개했다. 이 밴드는 레이블이 아닌 개인적으로 맥도널드와 계약을 맺었다. 만약 맥도널드가 소니 자금의 레이블인 인데펜디엔테를 떠난다면, 이 밴드는 그와 함께 간다.
이 음반 자체는 후속 발매보다 훨씬 더 낙관적이고 '로키'한 사운드를 가지고 있으며 종종 최고 중 하나로 간주된다. 2000년에 이 음반은 재발매되었으며, 유일한 차이점은 새 커버 아트(검은 배경에 밴드 헤드샷을 특징으로 함)와 약간 약한 버전의 〈More Than Us〉이다. 2021년 4월, 크래프트 레코딩스는 원래 커버와 함께 바이닐로 음반을 재발매했다(대부분 흰색 배경의 전체 밴드 샷을 특징으로 함).

## 곡 목록
모든 곡들은 프랜시스 힐리에 의해 작사/작곡하였다.
| #   | 제목                          | 재생 시간 |
| --- | ----------------------------- | --------- |
| 1.  | 〈All I Want to Do Is Rock〉  | 3:52      |
| 2.  | 〈U16 Girls〉                 | 4:00      |
| 3.  | 〈The Line Is Fine〉          | 4:04      |
| 4.  | 〈Good Day to Die〉           | 3:17      |
| 5.  | 〈Good Feeling〉              | 3:24      |
| 6.  | 〈Midsummer Nights Dreamin'〉 | 3:54      |
| 7.  | 〈Tied to the 90's〉          | 3:08      |
| 8.  | 〈I Love You Anyways〉        | 5:30      |
| 9.  | 〈Happy〉                     | 4:15      |
| 10. | 〈More Than Us〉              | 3:56      |
| 11. | 〈Falling Down〉              | 4:17      |
| 12. | 〈Funny Thing〉               | 5:22      |